# آن هاميلتون
آن هاميلتون (بالإنجليزية: Ann Hamilton)‏ هي بروفيسورة ومصورة أمريكية، ولدت في 22 يونيو 1956 في ليما في الولايات المتحدة.

## وصلات خارجية
- الموقع الرسمي
- آن هاميلتون على موقع الموسوعة البريطانية (الإنجليزية)
- آن هاميلتون على موقع ميوزك برينز (الإنجليزية)
- آن هاميلتون على موقع ديسكوغز (الإنجليزية)